# La Question (livre)
Pour les articles homonymes, voir La Question.
La Question est un livre autobiographique d'Henri Alleg, publié en français en 1958. Il s'agit d'un des vingt-trois titres concernant la guerre d’Algérie publiés par les Éditions de Minuit entre 1957 et 1962. Henri Alleg y narre et dénonce la torture des civils pendant la guerre d'Algérie dans un style littéraire bref, direct et sec. La censure du gouvernement français à son égard est brutale : ses exemplaires sont rapidement saisis au motif d'une « atteinte au moral de l’armée » tout comme les rares journaux qui communiquent son existence. Le livre est réédité en Suisse, et circule sous le manteau en France où il devient un classique de la littérature française.

## Contexte

### Henri Alleg, l'auteur
Ancien directeur du journal Alger républicain interdit à l'automne 1955 et membre du Parti communiste algérien également dissout, Henri Alleg est arrêté le 12 juin 1957, par les hommes de la 10e division parachutiste. Cette arrestation intervient le lendemain de celle de Maurice Audin qui mourra sous la torture le 21 juin. Il est séquestré un mois à El-Biar où il est torturé et subit de multiples interrogatoires, dont un mené après une injection de Pentothal. Comme des milliers de personnes, il y subit le supplice de l'électricité et de la baignoire, il est noyé, tabassé, son sexe est brûlé, il est pendu. Ses tortionnaires recherchent André Moine, l'un des dirigeants du Parti communiste algérien, devenu clandestin. Il est ensuite transféré au camp de Lodi où il reste un mois. Puis, grâce aux efforts de son épouse, Gilberte Alleg, et du collectif des avocats communistes, une décision judiciaire lui permet d'être déplacé à la prison civile d'Alger, Barberousse, où la torture cesse. Libre de tous sentiments de culpabilité pour ne pas avoir parlé, il trouve quelques minutes par jour pour témoigner sur des feuilles de papier-toilette qui sont sorties illégalement par un des membres du collectif d'avocats Léo Matarasso. Son épouse dactylographie ses textes et les envoie à l'éditeur Jérôme Lindon des éditions de Minuit. Le titre, La question, qui est une de ses propositions, fait référence à la pratique de la torture sous l'Ancien Régime mais aussi à l'affaire Dreyfus où le président du tribunal avait déclaré : « la question ne sera pas posée ». Le livre est publié en février 1958. Henri Alleg reste en prison et est condamné en juin 1960 par le tribunal d'Alger à dix ans de travaux forcés « pour atteinte à la sécurité de l’État ». Il s'évade de la prison de Rennes au printemps 1961 et continue sa vie de militant journaliste politique,

### Jérôme Lindon, l'éditeur
De leurs côtés, les éditions de Minuit sont nées en 1942 dans la clandestinité durant la résistance au nazisme. Jérôme Lindon devient son directeur en 1948 et ne prétend à aucune velléités militantes mais préfère jouer un rôle de découvreur de nouveaux talents littéraires. Cependant, l'esprit de la Résistance est encore vif et témoigner contre les horreurs des tortures militaires causées par la France s’inscrit directement dans cette filiation. De 1957 à 1962, les éditions de Minuit deviennent ainsi un acteur décisif de la compréhension de cette guerre en publiant 23 des 253 ouvrages publiés sur cette guerre par 79 éditeurs. Cependant, la maison d'éditions subit la moitié des 12 ouvrages saisis. Un d'entre-eux, le manifeste du Déserteur donnera lieu à un procès. Cet engagement ne sera pas sans risque puisqu'en décembre 1961, Jérôme Lindon est plastiqué par l’OAS,.

## Contenu
Dans La Question, Henri Alleg raconte sa période de détention et les sévices qu'il y a subis, en pleine guerre d'Algérie.
Le livre s'ouvre avec la formule : « En attaquant les Français corrompus, c’est la France que je défends. » Il y accuse nommément André Charbonnier et Philippe Erulin d'être les principaux auteurs de sa torture, ainsi que ses complices subalternes. Roger Faulques est également présent à un moment de ses interrogatoires, se vantant d'être « le fameux capitaine SS ». Jacques Massu, au travers de son aide de camp le lieutenant Mazza, est cité, mais n'est pas présent.
Henri Alleg fait dire à l'un de ces officiers :
« Tu vas parler ! Tout le monde doit parler ici ! On a fait la guerre en Indochine, ça nous a servi pour vous connaître. Ici, c'est la Gestapo ! Tu connais la Gestapo ? Puis, ironique : Tu as fait des articles sur les tortures, hein, salaud ! Eh bien ! maintenant, c'est la 10e D.P. qui les fait sur toi. »

## Succès et censure
Publié en France le 12 février 1958 aux éditions de Minuit, le livre se vend les cinq premières semaines à quelques dizaines de milliers d'exemplaires. Tout d'abord, les journaux qui publient des extraits de l'ouvrage sont censurés par le gouvernement sous le prétexte de « participation à une entreprise de démoralisation de l'armée ayant pour objet de nuire à la Défense Nationale ». Après une campagne publicitaire de l'éditeur jugée provocante par le gouvernement, les exemplaires mis en vente sont saisis le 27 mars 1958 malgré les interventions de André Malraux, Roger Martin du Gard, François Mauriac et Jean-Paul Sartre auprès du président René Coty. Cependant, ces prises de position ne sont pas vaines et permettent aux poursuites engagées contre l’éditeur, Jérôme Lindon, d'être classées sans suites. L'éditeur suisse Nils Andersson le réédite quatorze jours après son interdiction en France. Malgré cette censure de la part du gouvernement français, ce livre est diffusé clandestinement à 150 000 exemplaires et contribue considérablement à révéler le phénomène de la torture en Algérie en confortant les témoignages qui s'étaient multipliés dans la presse au cours de l'année 1957,.

## Cas similaire
En juin 1959, les éditions de minuit publient un livre collectif nommé « La gangrène » portant sur la torture d'étudiants algériens au sein des bureaux parisiens de la DST entre les 2 et 12 décembre 1958. Le livre subit une censure équivalente à « La question » : le premier ministre Michel Debré, interpellé par Gaston Defferre, déclare au Sénat que cet « ouvrage infamant » n’est qu’une « affabulation totale qui ne saurait représenter en quoi que ce soit l’ombre de la vérité ». Une information est ouverte contre Jérôme Lindon et les auteurs pour « diffamation de la police » et les exemplaires de l'ouvrage sont saisis par le gouvernement.

## Postérité

### Littérature
La Question est devenu un classique de la littérature française de par son style bref, direct et sec. Il demeure une référence à propos de la torture institutionnalisée. Par exemple, en 2007, aux États-Unis, lors des débats à propos des actes de tortures exercés par l'armée américaine durant la guerre d'Irak, l'université du Nebraska publie une traduction anglaise du livre. Face aux incompréhensions des années 2000 et 2010 concernant la dénonciation des méfaits de l'État français dans la guerre d'Algérie, les Éditions de Minuit rééditent cet ouvrage ainsi que six autres issus de leur catalogue afin de faire entendre une nouvelle fois leur voix.

### Filmographie
La Question de Laurent Heynemann, sorti sur les écrans en 1977, est une adaptation du livre, avec Jacques Denis dans le rôle d'Henri Charlègue (le personnage inspiré par l'histoire de Henri Alleg), Nicole Garcia dans celui de sa femme, et notamment Jean Benguigui. Le film ne reprend pas à l'écran toutes les descriptions terribles d'Alleg mais est tout de même sorti avec une interdiction aux moins de 18 ans. Laurent Heynemann remporte en 1977 le Prix spécial du Jury au Festival International du Film de Saint-Sébastien.
Ce livre est également l'objet d'un film documentaire français de 52 minutes nommé « Henri Alleg, l'homme de "La Question" ». Il est réalisé par Christophe Kantcheff en 2008 avec pour producteur principal Antoine Martin productions.

## Éditions
- La Question, Éditions de Minuit, 1958.  (ISBN 2-7073-0175-2) (publié pour la première fois le 18 février 1958, saisi le 27 mars 1958, réédité en 1961 et en 2008).
La réédition de 2008 est suivie de l'article de Jean-Pierre Rioux « La torture au cœur de la République » publié dans Le Monde des 26 et 27 avril 1998.
- Réédition par les éditions Rahma, Alger, en 1992.